# Château Trotanoy
Château Trotanoy, antiguamente, Trop Ennuie, es un vino de Burdeos de la AOC Pomerol. La bodega se encuentra en la orilla derecha del viñedo de Burdeos, en la comuna de Pomerol en el departamento de la Gironda. Como todo el vino producido en esta denominación, Château Trotanoy se encuentra sin clasificar, pero se estima que la finca se encuentra entre los grandes productores de la región.

## Historia
En el siglo XVIII, cuando era propiedad de la familia pionera Giraud, la finca disfrutó de buena reputación con el nombre de Trop Ennuie, una denominación que indicaba que cultivar el suelo era difícil. A principios del siglo XIX Jean-Jacques Moueix, sobrino de Jean-Pierre Moueix, dio a la finca su nombre actual.
Como Château Pétrus, Trotanoy se encuentra entre los activos de Établissements Jean-Pierre Moueix, y se dice que su vino está realizado en un estilo similar al Pétrus.

## Producción
La zona de viñedo abarca 7,2 hectáreas, con las variedades de 90 % merlot y 10 % cabernet franc. La producción anual es de una media de 25 000 botellas del Grand vin Château Trotanoy.